# Ли, Сэйко
Японская сопрано, Сэйко Ли (Родилась в Токио, Япония) начала брать первые уроки музыки в возрасте пяти лет по вокалу, фортепиано и флейте в Токио. Будучи членом Токийского детского хора NHK, она десять раз совершала поездки доброй воли, включая концертные гастроли в Восточной Европе в 1976 году. После того, как Сэйко вышла замуж за корейца, она стала интересоваться корейской музыкой, и начала часто выступать в Корее. Диск под названием Освобождение послужил важным фактором в приглашении её с концертами в Северную Корею.
Будучи профессиональным певцом, она выступала как в оперном театре, так и на концертной сцене в Европе, Южной Америке, Азии и в США. Её записывали как сольного певца в Сони, RCA Victor и в Манхэттен центр Рекордс. В 2006 году она стала одной из немногих исполнителей, выступивших когда-либо в Северной Корее.
Её концертные гастроли проходили в знаменитых местах, таких как Мэдисон-сквер-гарден, Линкольн-центр, Манхэттен-центр, японские Макухари Мэссэ (англ. Makuhari Messe), стадион Син Когуки-кан и Олимпийский стадион в Сеуле в 1992 году, где она выступила перед 120000 людей в рамках первого Всемирного фестиваля культуры и спорта. Она выступала перед многими мировыми знаменитостями, включая японского императора и бывших глав государств, таких как сэр Эдвард Хит из Великобритании, Кеннет Куанда из Замбии, Родриго Эскобар Набиа из Колумбии и Станислав Шушкевич из Белоруссии.
После окончания Токийского университета искусств (Токио Гейдай) Сейко Ли выступала во многих произведениях мировой оперы, таких как Кармен, Макбет, Травиата, Сестра Анджелика, Так поступают все и Судьба бессмертна. Более того, она выступала совместно с Джапан Опера Студио в Токио. Её первый оперный дебют в США прошел совместно с Коннектикут опера (англ. Connecticut Opera) и Нью-Йорк Генри стрит опера. В 1998 году она представила публике свой совместный с национальным идолом Парагвая Глорией дель Парагвай (англ. Gloria del Paraguay) сольный концерт в Асунсьоне.
С 1996 года часто приглашается как солистка в Нью-Йоркский городской симфонический оркестр и Камерный оркестр Нью-Йорк Сити Симфони. В 1996 году гастролировала с Камерным оркестром Нью-Йорк Сити Симфони по Нью-Йорку, Сан-Франциско, Чикаго, Коннектикуту и Вашингтону. В 1998 и 1999 году она выступила как солистка в Линкольн-центре вместе с историческим Памятным оркестром Голдмена. В 2002 году она выступала на фестивале Темпл Рисайтл Сириес совместно с Нью-Йорк сити симфони в Солт Лейк Сити. В 2005 году она была ведущей солисткой на церемонии открытия Федерации за всеобщий мир в Линкольн-центре.
Она появилась на сцене Международного концерта за мир от трех сопрано как выдающаяся солистка в Асунсьоне, Парагвай в 2007 году.

## Дело мира
Кроме карьеры концертного артиста, Ли выражает глубокую озабоченность в вопросах мира во всём мире и правам человека.
Она выпустила свой первый диск под названием Песни мира. В 2005 году она выпустила второй диск Песни освобождения моей духовной родины, посвященный мирным инициативам против вражды между Японией и Кореей. Она совершила множество поездок в Корею для продвижения примирительного процесса между двумя странами. Она совершала частые выступления в ООН на мирных концертах за примирение а также налаживание отношений. Её концерты в Северной Корее являются также результатом её музыкального миротворчества. Она выступала на концертах в Северной Корее с 2006 по 2008 годы. Она получила Золотую медаль на выступлении 2008 года на Международном фестивале искусства в Пхеньяне.
В 2005 и 2006 гг. она появилась на сцене с известным израильским вокалистом Дэвидом Дьором в Иерусалиме в рамках концертов Ближневосточной мирной инициативы за межрелигиозное объединение.
В апреле 2006 года она вернулась в Тель-Авив, где она появилась на сцене Симфонического оркестра Рханана в качестве выдающегося вокала на премьере 40-минутной мирной кантаты Халелу — Песни Давида, финансируемой Дэвидом Итоном и Дьором. Композиция для сольного вокала, хора и оркестра из десяти действий родился в процессе совместных усилий Дьора и Итона. Халелу поется на иврите, английском, арабском и латинском языках, с поздравительными словами мира от иудаизма, христианства и ислама собственно из которых и были написаны тексты некоторых действий.
В мае 2007 года она исполнила вместе с Дьором Халелу — Песни Давида в Белграде, Сербия в Сава-центре. Концерт вещался в шести восточно-европейских странах. Дэвид Итон дирижировал совместному Белградскому филармоническому оркестру и 120-голосовому хору Академического культурно-художественного общества.
Она появилась на выступлении с маэстро Итоном и Дьором во второй раз в Софии, Болгария, 8 октября 2007 года на Филармонии Софии во время исполнения Халелу.
Сэйко Ли является президентом Проекта Сейко Ли, неправительственной организации, пожертвовавших многочисленные социальные и благотворительные усилия по примирению вражды в Руанде, Замбии, Западной Африке и Гвинея-Бисау.

## Исцеление песней
Начиная с 2008 года Ли исполнила серии концертов в Азии по предупреждению рака для Японской ассоциации рака груди и недостатка щитовидной железы (англ. Japan Association of Breast Cancer and Thyroid Sonology (JABTS)). Эти благотворительные концерты имели место в Йокогаме и Ямато. Её исцеляющие концерты были инициированы в Непале и имели место в основном в Японии, включая выступления в Больнице медицинского университета Доккё и Больнице Ямато Сэйва и историческом концертном зале Токио Бунка Кайкан (Tokyo Bunka Kaikan) и получили высшую оценку за выступления на концертах.

## Записи и видео
- Song of Peace: CD, Music by Sibelius, Gounod, Rogers and Hammerstein, etc. Copyright, SeikoLee Project, 2001
- Liberation-Songs of My Spiritual Country, CD, Traditional Korean Melodies, Copyright, SeikoLee Project, 2005
- Halelu-Songs of David, CD, Cantata for Peace, Music by David D’Or and David Eaton, Copyright, David Eaton/David D’Or, 2006
- Seiko Lee, Holiday Benefit & World Tour Concert, DVD, Live Concert, Copyright, SeikoLee Project, 2007